# 文諾納群
文諾納群（Winonaite）是原始無球粒隕石的一個群。像所有的原始無球粒隕石一樣，文諾納群與球粒隕石和無粒隕石共享相似的性質。它們呈現變質、部分熔融、角礫化和隕石球粒的遺跡。其化學和礦物成分介於H和E球粒隕石之間。

## 名稱和歷史
文諾納群是依據文諾納隕石的標本命名的。這個名稱本身從亞利桑納州的文諾納衍生而來，據說此類型的標本是1928年9月在埃爾登普韋布洛的聖多娜村考古發掘時發現的。聖多娜是1150年至1275年存在的一個村莊，隕石據說是從一個房間的石棺內尋獲的。然而，一項最新的研究顯示隕石是在另一處稱為聖多娜的村莊，而不是在埃爾登普韋布洛的。目前有25顆隕石屬於文諾納隕石群。

## 說明
文諾納群是無粒隕石，但有類似於球粒隕石的化學和礦物成分，它們的組成介於H和E球粒隕石之間。其同位素比率類似於IAB隕石的矽酸岩雜質。在切片，礦物顆粒廣泛的顯示熱變質作用的維觀結構和部分熔融的跡象。有些文諾納隕石標本似乎有隕石球粒的遺跡 (像是Pontlyfni 和莫里斯山) 。

## 母體
文諾納群和另外兩群鐵隕石IAB和IIICD被認為都來自相同的母體。鐵隕石來自微型行星的核心部分，但文諾納隕石比較接近表面。這是IAB隕石和文諾納隕石的矽酸岩雜質，特別是氧同位素比例，都類似的原因。比較不清楚的是IIICD隕石是否也是這個母體的一部分。文諾納群顯示當母體受到撞擊的影響，會形成不同岩性的角礫岩。以氬-氬放射性定年法測量，後來這些角礫岩在44和45.4億年之間在母體上被變質作用強迫性的加熱，母體還達到發生部分熔融的溫度。宇宙射線的曝露年齡顯示這些隕石經過了2,000至8,000萬年才抵達地球。

## 值得注意的文諾納群隕石
- 哈姆拉沙漠193：閃石軸承[9]。
- Pontlyfni：隕石球粒遺跡[7]。
- 莫里斯山：隕石球粒遺跡[7]。
- 文諾納隕石